# Iveco 380 Euroclass
L'Iveco 380 EuroClass est un autocar produit par IVECO Bus à partir de 1993 et commercialisé dans un premier temps sous la marque IVECO, puis Irisbus à partir de 2002, jusqu'en 2006. Ce véhicule a remplacé l'Iveco Lorraine dans la très large gamme du constructeur italien.
L'EuroClass existe en deux versions : tourisme GT avec la version EuroClass HD et ligne régulière avec la version EuroClass H.
La version ligne est disponible en deux longueurs de 10,5 et 12 mètres, tandis que la version GT n'est disponible qu'en 12 mètres.
L'Iveco 380 EuroClass HD a été récompensé en 1995 en recevant le prix international « Autocar de l'année ».
Tous les modèles EuroClass sont équipés de l'air conditionné de série (généralement Thermobus) et de sonorisation stéréo et lecteur de CD, la version touristique dispose de toilettes, d'un ou plusieurs téléviseurs avec lecteur vidéo (cassettes et DVD), et d'une machine à expresso.
Depuis sa présentation et jusqu'en 2001, l'EuroClass a été construit sur le châssis Iveco 380. Il était équipé d'un moteur Fiat 8460.41S de 350 CV dans la version ligne et de 380 CV dans la version GT.
À partir du 1er janvier 2002, tous les modèles ont été siglés Irisbus EuroClass NEW qui sont construits sur le châssis Irisbus 389. Ils disposent d'une carrosserie quasiment identique à l'exception des groupes optiques avant. Ils sont équipés du moteur IVECO Cursor développant 350 CV dans la version ligne et 430 CV dans la version GT.
La fabrication de l'Irisbus 389 EuroClass a été arrêtée en fin d'année 2006. Ce modèle n'a pas connu un successeur immédiat dans la mesure où le modèle Iveco Orlandi Domino 2001 assurait déjà la relève. L'Irisbus Evadys pourrait être considéré comme sa suite logique dans le haut de la gamme du constructeur.
Le modèle EuroClass, sous les labels IVECO comme Irisbus, a connu un très important succès commercial en Italie où on le trouve en service dans toutes les entreprises de transport de ligne régulière ou de tourisme. La société COTRAL de Rome dispose d'un parc de 693 EuroClass de tous types. La société Sogin-SITA possède un parc de même importance. L'EuroClass a aussi été largement diffusé à l'étranger, en France notamment mais surtout en Espagne, Pays-Bas et en Europe de l'Est.

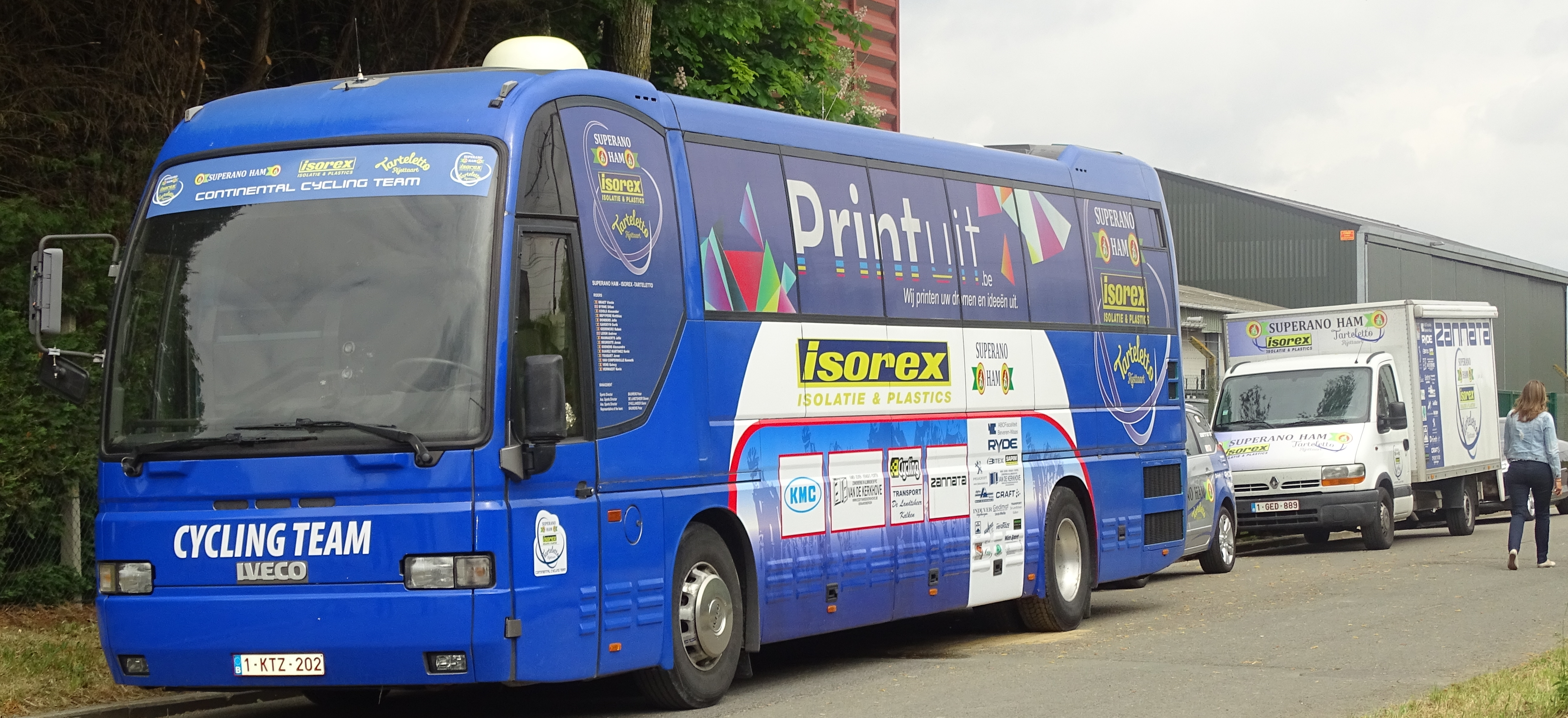
Iveco EuroClass HD